# سانبرگ (مینه‌سوتا)
سانبرگ، مینه‌سوتا (به انگلیسی: Sunburg, Minnesota) یک شهر در ایالات متحده آمریکا است که در شهرستان کندیوهای، مینه‌سوتا واقع شده‌است.

## خصوصیات
سانبرگ ۱٫۲۹ کیلومترمربع مساحت و ۱۰۰ نفر جمعیت دارد و ۳۸۳ متر بالاتر از سطح دریا واقع شده‌است.